# Dispara y olvida

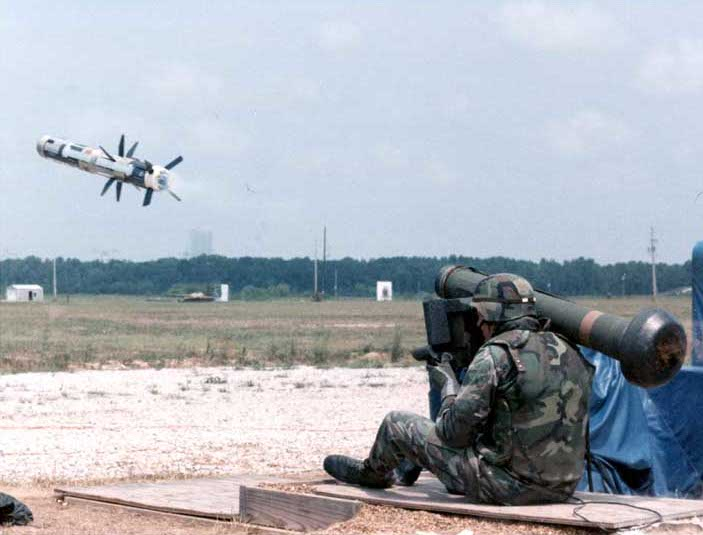
Un soldado estadounidense disparando un misil dispara y olvida FGM-148 Javelin.

Dispara y olvida (en inglés: fire-and-forget) es un método de guiado de misiles de tercera generación. En el ámbito militar se usa este término para un tipo de misil que no requiere ser guiado después de su lanzamiento mediante iluminación del objetivo o guía por cable, y puede alcanzar su blanco sin necesidad de que el lanzador permanezca en línea visual con el objetivo. Esto es una característica importante que un arma guiada debe tener, evita que una persona o vehículo tenga que mantenerse cerca del objetivo para guiar el misil (usando, por ejemplo, un designador láser) siendo vulnerable al ataque e imposibilitando que realice otras tareas.
Normalmente, la información sobre el objetivo es programada en el misil justo antes de lanzarse. Esto puede incluir coordenadas, medidas de radar (incluyendo la velocidad), o una imagen infrarroja del blanco. Después de que es disparado, el misil se guía por sí mismo mediante alguna combinación de giroscopios y acelerómetros, GPS, radar orgánico, y ópticas infrarrojas. Algunos sistemas ofrecen la opción de continuar el guiado desde la plataforma de lanzamiento o "disparar y olvidar".

## Ejemplos

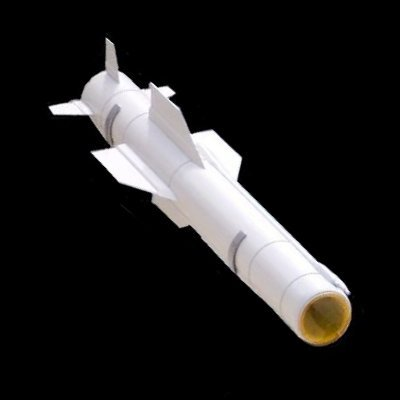
Misil dispara y olvida PARS 3 LR del Ejército Alemán.

La mayoría de estos misiles son guiados por infrarrojos, y algunos de los restantes (el AIM-54 por ejemplo) son guiados por radar activo.
- AAM-4 (Tipo 99 AAM)
- AGM-65 Maverick
- AGM-84 Harpoon
- AGM-114L Longbow Hellfire
- AIM-9X Sidewinder
- AIM-54C Phoenix
- Citefa AS-25K
- Astra
- LFK NG
- Brimstone
- FGM-148 Javelin
- Firestreak (1959-1988)
- IRIS-T
- Misagh-2
- Nag (Cobra)
- PARS 3 LR
- PL-12
- HJ-9A
- RBS 15
- Red Dean (años 1950, cancelado)
- Red Top (1964-1988)
- Roketsan UMTAS
- RIM-66 Standard SM2, sólo bloque IIIB y IVA
- SM-6 Standard ERAM
- FGM-172 SRAW
- LMAT Tipo 01